# Matteo Paro
Matteo Paro (ur. 17 marca 1983 w Asti) – włoski piłkarz grający na pozycji pomocnika.

## Kariera
W Serie A zadebiutował 17 maja 2003 w meczu Juventusu z Regginą (1:2). Później był wypożyczany do innych klubów. W sezonie 2006/2007 grał w podstawowym składzie Juventusu, kiedy to ten zespół grał w Serie B. Zdobył dla tego zespołu pierwszą bramkę w historii gry w tej klasie rozgrywkowej. Za kwotę 2 mln euro przeszedł ostatecznie w 2008 do Genoi. Po zakończeniu sezonu 2008/2009 został wypożyczony do Bari z możliwością wykupienia. 29 stycznia 2010, również na zasadzie wypożyczenia, Paro trafił do Piacenzy. Po sezonie wrócił do Genoi, jednak wkrótce potem wypożyczono go do Vicenzy.